# Estadio Excelsior
El Estadio Excelsior fue construido en 1960 específicamente para la práctica del fútbol, pero sirve para otras actividades. El recinto deportivo es la casa oficial del Platense Fútbol Club y está ubicado en la ciudad de Puerto Cortés, Honduras.